# Clematis graveolens
Clematis graveolens là một loài thực vật có hoa trong họ Mao lương. Loài này được Lindl. mô tả khoa học đầu tiên năm 1846.

## Hình ảnh

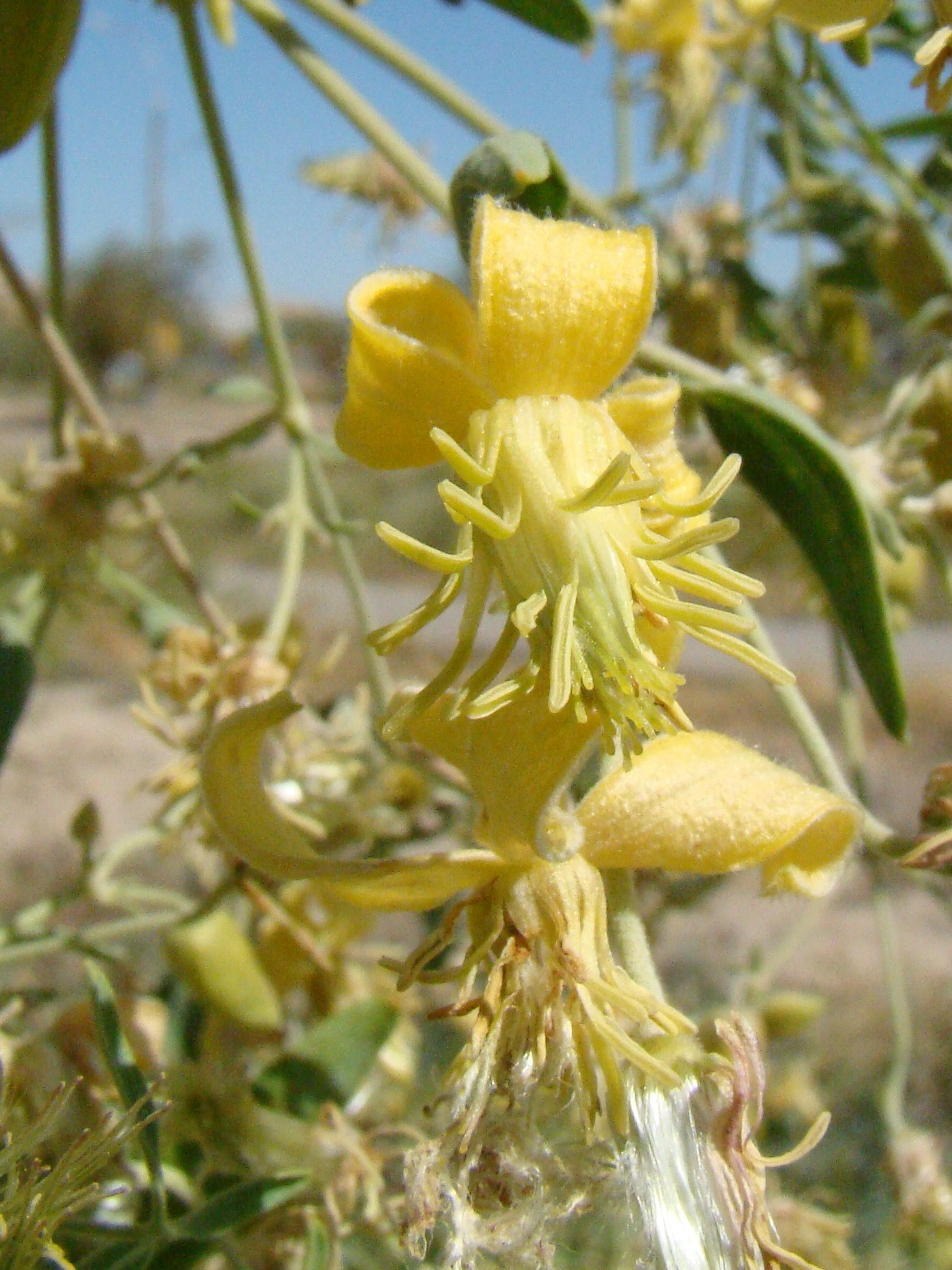
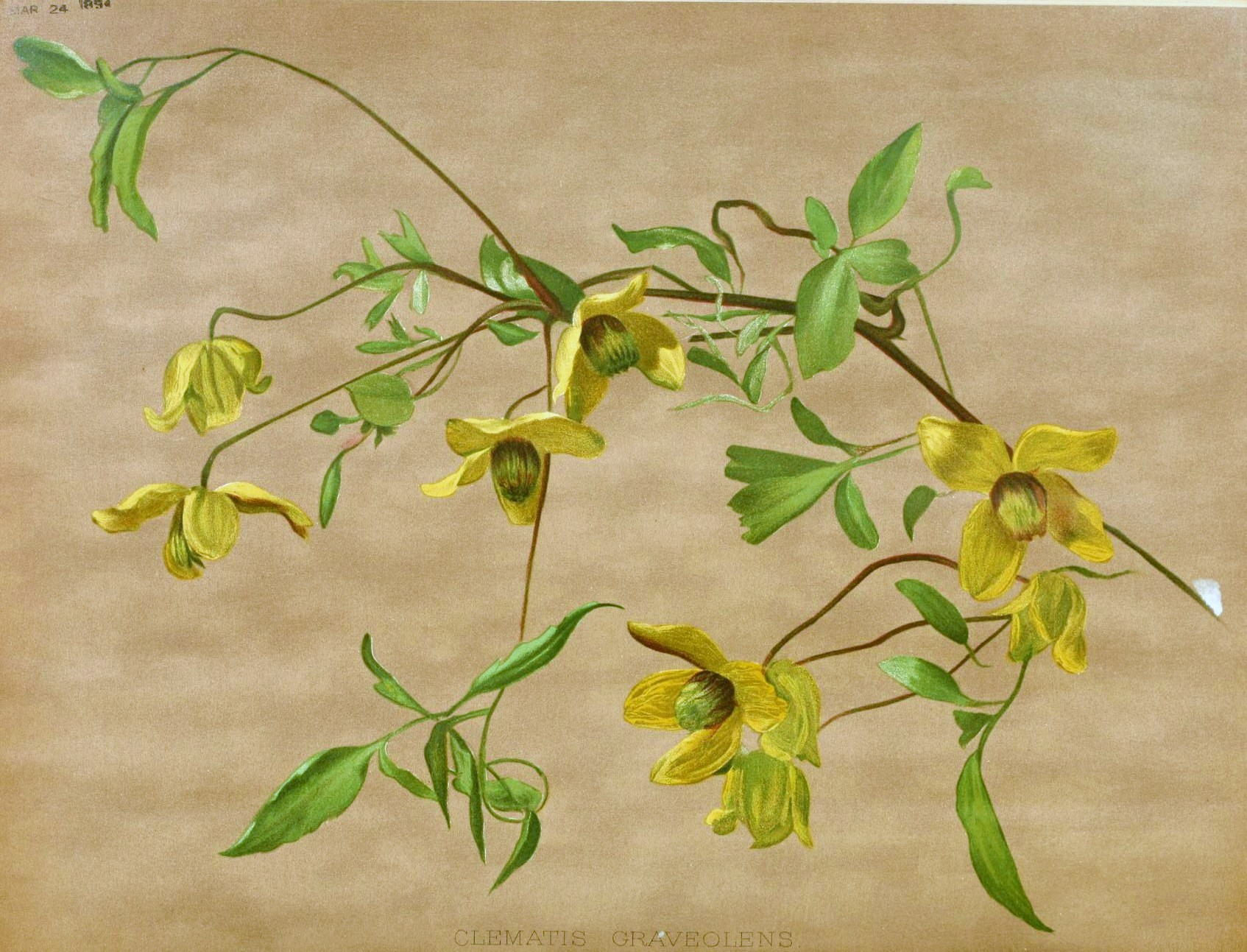